# Alain Wicki
Alain Wicki, est un skeletoneur suisse actif entre les années 1980 et le début des années 2000.

## Biographie
Il a obtenu trois médailles aux championnats du monde dont l'or en 1989, l'argent en 1998 et le bronze en 1982. Il a remporté le classement général de la Coupe du monde en 1989.

## Palmarès

### Championnats du monde
- Médaille d'or : en 1989.
- Médaille d'argent : en 1998.
- Médaille de bronze : en 1982.

### Championnats d'Europe
- Médaille d'or : en 1983 et 1988.
- Médaille de bronze : en 1987.

### Coupe du monde
- 1 globe de cristal en individuel : en 1989
- 8 podiums individuels : 5 victoires, 2 deuxièmes places et 1 troisième place.

#### Détails des victoires en Coupe du monde
| Édition   | Piste                   | Total |
| 1987-1988 | Winterberg              | 1     |
| 1988-1989 | Calgary Igls Winterberg | 3     |
| 1998-1999 | Park City               | 1     |